# John Stoop
John Stoop (Antwerpen, 16 november 1947) is een Belgisch advocaat en bestuurder.

## Levensloop
John Stoop studeerde rechten aan de UFSIA in Antwerpen en de Vrije Universiteit Brussel en is advocaat aan de balie van Antwerpen sinds 1975.
Hij stamt uit een familie van ondernemers en was voorzitter van de raad van bestuur van oliebedrijf Nafta (B). Van 2002 tot 2008 was hij voorzitter van de Kamer van Koophandel Antwerpen-Waasland. Daarnaast werd hij in 2006 aangesteld als voorzitter van de Federatie van Belgische Kamers van Koophandel, een functie die hij uitoefende tot juni 2016. Hij werd in deze hoedanigheid opgevolgd door René Branders. Daarnaast is hij sinds 2009 voorzitter van de Vlaamse Organisatie voor Bemiddeling en Arbitrage (VOBA). Verder was hij bestuurder van Eurochambers, ondervoorzitter van de Conférence permanente des chambres consulaires africaines et francophones (CPCCAF) en bestuurer van het Antwerp World Diamond Centre.
Stoop was tussen 1993 en 2000 partner bij Loeff Claeys Verbeke. In 2016 ging hij aan de slag bij Aras Law, een advocatenbureau gespecialiseerd in risicomanagement en 'dispute resolution'.
In 2008 ontving hij het ereteken officier in de Leopoldsorde.
Stoop is ereconsul van Kazachstan.